# Gabriela Tagliavini
Gabriela Tagliavini là một nhà văn kiêm đạo diễn từng đoạt giải thưởng nổi tiếng người Argentina với các bộ phim truyện Without Men, Perfect Lover và Ladies' Night.

## Tuổi thơ
Tagliavini được sinh ra ở Buenos Aires, Argentina. Bà đã nhận được bằng Cử nhân về đạo diễn phim và bằng Thạc sĩ về kịch bản của Viện phim Mỹ (AFI).

## Sự nghiệp
Với tác phẩm đầu tay của mình, The Woman Every Man Wants (hay còn gọi là Perfect Lover), Tagliavini đã giành giải Đạo diễn xuất sắc nhất tại ba liên hoan phim quốc tế vào năm 2001.
Bộ phim Ladies 'Night của bà là bộ phim số 1 tại phòng vé ở Mexico năm 2004 và giành được ba giải thưởng điện ảnh MTV Mexico. Nhạc phim được Sony phát hành.
Bộ phim truyền hình của Tagliavini, Viacom/VH1/MTV / Maverick có 30 Days Until I'm Famous, được công chiếu trên VH1. Phim có sự tham gia của Sean Patrick Flanery, Mindy Sterling, Udo Kier và Carmen Electra và được Madonna sản xuất. Phim thứ tư của Tagliavini với tư cách là nhà văn - đạo diễn, Without Men, với sự tham gia của Eva Longoria (Những bà nội trợ kiểu Mỹ) và Christian Slater (True Romance), được phát hành tại Mỹ vào năm 2011  Gần đây bà đã chuyển thể cuốn tiểu thuyết bán chạy nhất The Anatomist cho HBO Films  và kịch bản cho Cantinflas (một bộ phim tiểu sử về danh hài người Mexico). Tagliavini gần đây đã hoàn thành đạo diễn bộ phim thứ năm của mình, Border Run (còn gọi là The Mule), với sự tham gia của Sharon Stone và Billy Zane.
Ngoài việc chỉ đạo các clip quảng cáo và truyền hình, Tagliavini còn làm việc như một nhà văn/phóng viên cho CNN. Bà là một bồi thẩm tại Liên hoan phim Berlin, và giành được học bổng đạo diễn ABC / DGA uy tín năm 2006, nơi bà làm việc trong các chương trình như Hannah Montana và Desperate Housewives của Disney. Tagliavini đã điều khiển một chương trình trực tiếp, Comedy Rehab, cho Comedy Central.
Tagliavini cũng là tác giả của một cuốn tiểu thuyết, Los Colores de La Memoria, ban đầu được xuất bản bằng tiếng Tây Ban Nha ở Argentina, sau đó được viết lại bằng tiếng Anh cho độc giả Hoa Kỳ với tên The Colors of Memory.